# Collège Voltaire
Das Collège Voltaire ist eine öffentliche Maturitätsschule in der Schweizer Stadt Genf. Namensgeber der Schule ist der Philosoph Voltaire.

## Geschichte
Das 1847 gegründete Collège Voltaire ist die zweitälteste Maturitätsschule in Genf. Ursprünglich als Mädchenschule gegründet, wurde die Schule 1969 auch für Knaben zugänglich.
Ein Jahr später wurde die Schule durch einen Brand teilweise verwüstet.

## Die Schule
Die Schule bietet Platz für etwa 800 Schüler, 100 Lehrer und 20 administrative Angestellte. Die an der Schule vorbeiführende Strasse ist nach der Schule benannt.